# 热带风暴布伦达
热带风暴布伦达（英語：Tropical Storm Brenda）是1960年大西洋飓风季第二场获得命名的风暴，系统于7月28日在墨西哥湾东北部形成，然后在从佛罗里达半岛登陆期间达到热带风暴强度并获名“布伦达”。气旋加速沿美国东岸前进，最终在达到风速97公里的最高强度后经过中大西洋地区和新英格兰，于7月31日在加拿大南部上空消散。
风暴在佛罗里达州造成中等程度破坏，是继1950年的飓风依兹以来对当地破坏最严重的热带气旋，还在向北远至纽约的广大地区产生暴雨。布伦达造成的损失数额约为500万美元（1960年美元，相当于2025年的5314萬美元），虽然没有直接造成人员死亡，但仍间接导致一人死亡。

## 气象历史
7月28日，墨西哥湾东北部上空组织成形的弱低气压区在行进至坦帕湾西部时开始增强。系统起初拥有大范围环流，风速总体偏慢，这些特点都和亚热带风暴类似。气象机构估计系统于当天向东北方向前进期间发展成热带低气压。气旋从跨城附近沿佛罗里达州海岸登陆并继续向内陆前进，移动速度逐渐提升，估计很可能于协调世界时7月29日中午12点左右在环流中心位于乔治亚州内陆上空时达到热带风暴强度。侦察机确认系统达到热带风暴强度后，美国国家飓风中心以“布伦达”（Brenda）为其命名。
风暴向北移动，先后经过乔治亚州和南卡罗莱纳州海岸，然后进入北卡罗莱纳州内陆上空。7月30日凌晨0点，布伦达在行进至威尔明顿以北时达到持续风速每小时97公里的最高强度。数小时后，风暴进入切萨皮克湾上空，并以时速约48公里速度向东北方向移动。布伦达穿越德玛瓦半岛并快速深入新泽西州南部，并在穿越该州后登陆纽约州长岛，最后又在康涅狄格州登陆。
7月31日凌晨0点左右，布伦进入马萨诸塞州上空。此后不久，风暴失去热带天气系统特征并转变成温带气旋，最终于8月1日在加拿大南部上空完全消散。由于布伦达的移动路线几乎全部都是陆地，所以强度自始至终无法超过热带风暴标准。

## 防灾措施和影响

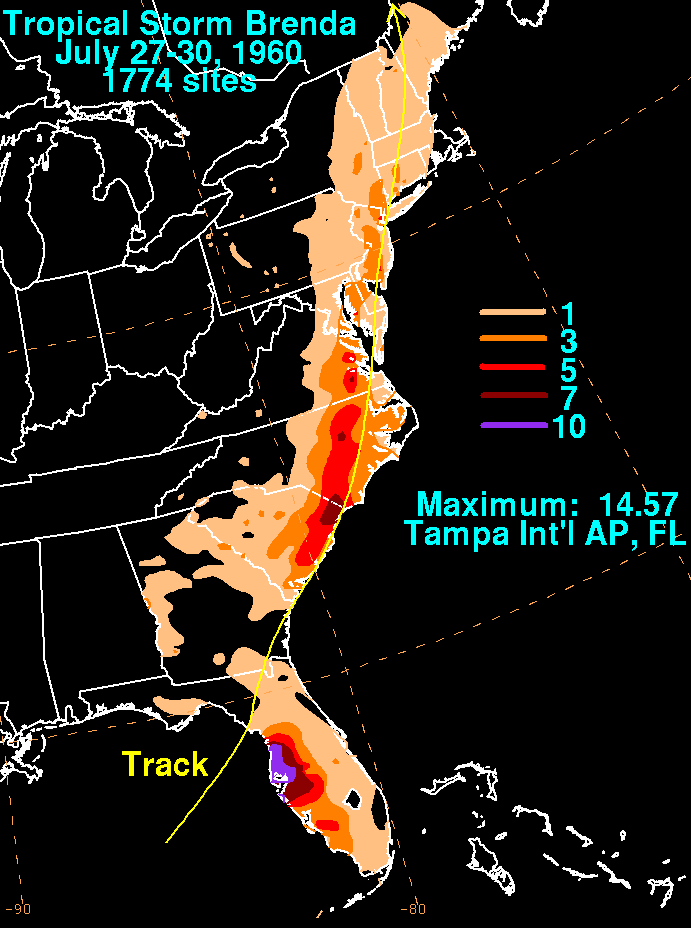
热带风暴布伦达的降水分布，颜色越红，降雨量越高，右侧的图例数字单位是英寸。

佛罗里达州和缅因州都在风暴来袭前发布热带风暴观察预警和警报以及强风警报。
热带风暴布伦达产生的降水对美国本土至少16个州构成影响，降雨量最大的是佛罗里达州西部的坦帕附近地区，这里位于气旋中心以东，坦帕国际机场测得的雨量高达370毫米。佛罗里达半岛中西部爆发大范围洪灾，阵风时速超过97公里，风暴还在海岸沿线产生3米高的大浪，引发相当程度的海滩侵蚀，不过气旋带动的风暴潮并不强烈。那不勒斯周边地区所受影响总体较轻，但有部分小型船只、码头设施以及多条道路受到一定程度破坏。受气旋影响，克利尔沃特的一处私人海堤出现两处裂口。
布伦达被视为1950年的飓风依兹以来对相应地区造成影响最严重的风暴。虽然气旋没有直接致使人员丧生，但至少有一人因交通事故遇难。根据美国红十字会灾害事务部门的报告，佛罗里达州的8个县有11幢房屋严重受损，另有567套受到的破坏程度较轻，共计约590户家庭受到影响，总体经济损失近500万美元（1960年美元，相当于2025年的5314萬美元）。
北卡罗莱纳州外滩群岛沿海的潮汐普遍高于正常水平约0.6米。威尔明顿及其周边地区一些坐落在海滩上的房屋因风暴导致屋顶和窗户受轻度损伤。断裂的树枝致使部分区域的供电暂时中断，暴雨还导致多条河流泛滥，不过降雨也有助于大幅缓慢部分地区的严重旱情。一些船只被河水吞没，该州不伦瑞克县长滩（Long Beach）一间平房的屋顶被强风掀开。暴雨和高涨的潮汐还淹没了部分烟田。
向北直至中大西洋各州的大范围地区都出现中等程度的降水，远至纽约州也有少量降水。纽约市的降雨量达到122毫米，打破1872年创下的7月单日降雨量97毫米的纪录。大雨导致拉瓜地亚机场部分被淹。新泽西州、特拉华州、马里兰州和弗吉尼亚州各地测得的降雨量普遍在76到130毫米。强风也对美国东北部分地区造成影响，新英格兰南部地区的阵风时速普遍达到89公里，这些地区的潮汐大多高于正常水位0.9到1.2米。风暴导致交通延误，多艘船只搁浅，但除此以外没有造成严重破坏。风暴还令两场美国联盟棒球赛被迫取消，另有多项体育赛事推迟。